# Pericyma cilipes
Pericyma cilipes là một loài bướm đêm trong họ Erebidae.